# CPU-Z
CPU-Z est un logiciel utilitaire système gratuit pour Windows qui permet d'afficher les caractéristiques de son matériel.
Le 15 juin 2013, une version pour le système Android paraît, à l'interface différente.

## Caractéristiques
Le logiciel fournit des informations détaillées sur :
- processeur : nom, nom de code, consommation maximale, package, finesse de gravure, tension CPU, spécification, famille, famille étendue, modèle, modèle étendu, stepping, révision du cœur, jeux d'instructions supportés, fréquence du cœur, coefficient multiplicateur, fréquence bus mémoire, fréquence du bus système en notation commerciale, taille des différents caches ;
- les différents caches (tailles et modes de fonctionnement) ;
- la carte mère :
  - constructeur, modèle, révision du modèle, informations sur les Chipsets, le northbridge (constructeur, modèle et révision) et le southbridge (constructeur et modèle). Information sur le constructeur et modèle du capteur de température (I/O).
  - Informations  sur le BIOS : marque, version et date,
  - Informations sur le port graphique de la carte mère : version de la révision du port, taux de transfert actuel et taux de transfert maximal supporté par la carte mère, état du side band (mode d'adressage) ;
- la mémoire : type, nombre de canaux actuels, taille, mode de performance actuel, nombre de chemins interleaving (entrelacement + crc), fréquence, ratio FSB/RAM et synchronisme (ou timing : cas, ras2cas, ras precharge t, Tras, Trc, CR, Idle timer, tRDRAM et tRCD) ;
- le SPD : réglages de la mémoire spécifiés par le constructeur, pour chaque emplacement de mémoire :
  - type de mémoire, taille du module, présence ou absence de correction d'erreurs (ECC), bande passante maximale, registered ou non, constructeur, buffer ou non, référence, numéro de série, EPP ou non, date de fabrication, table des timings (timings spécifiés par le constructeur à différentes fréquences données),
- les cartes graphiques ;

ainsi qu'un test de performance.